# Bakum
Bakum ist die der Einwohnerzahl nach kleinste Gemeinde des Landkreises Vechta im niedersächsischen Oldenburger Münsterland.

## Geografie

### Geografische Lage
Bakum liegt am Südrand der Cloppenburger Geest. Das Gemeindegebiet wird von einer Reihe von Geestbächen durchzogen – u. a. dem Bakumer Bach, dem Schierenbach und dem Spredaer Bach –, die sämtlich über den Fladderkanal und die Lager Hase der Hase zuströmen. Die Landschaft wird von Ackerbauflächen bestimmt, die Topographie ist flach und bewegt sich auf Höhen zwischen 25 und 38 m über NHN.
Am Schierenbach, am Bakumer Bach und am Spredaer Bach wurden im 21. Jahrhundert umfangreiche Arbeiten zur Renaturierung und ökologischen Aufwertung der Gewässer vorgenommen.

### Geologie und Hydrogeologie
Bakum liegt in der Norddeutschen Tiefebene. Das Gebiet um Bakum besteht hauptsächlich aus glazio-fluviatilen Ablagerungen, die in erster Linie aus lehmigen und sandigen Ablagerungen des Pleistozäns bestehen. Bohrungen zeigten, dass die oberste Bodenschicht eine Stärke von 5–7 m hat. Diese Schicht ist von einer etwa 10 m starken lehmigen und marligen Sedimentschicht unterlagert. Sandige Schichten in einer Tiefe von 25–30 m bilden einen ertragreiche Aquifer für Grundwasserförderung. Der oberste Grundwasserleiter befindet sich in einer Tiefe von 2–6 m.

### Gemeindegliederung
Die Gemeinde Bakum besteht aus dem Hauptort Bakum und den zugehörigen Ortschaften Büschel, Carum, Daren, Elmelage, Harme, Hausstette, Lohe, Lüsche, Märschendorf, Molkenstraße, Schledehausen, Vestrup und Westerbakum.

### Nachbargemeinden und -orte
Nachbarorte sind, beginnend von Norden im Uhrzeigersinn, der Vechtaer Ortsteil Langförden, die Goldenstedter Bauerschaft Lutten, die Stadt Vechta, die Stadt Lohne, die Stadt Dinklage, die Gemeinde Essen sowie die Gemeinde Cappeln.
| Cappeln (10 km)  | Cappeln (10 km) | Langförden (6 km) |  |
| Essen (17 km)    |                 | Lutten (10 km)    |  |
| Dinklage (10 km) | Lohne (9 km)    | Vechta (6 km)     |  |

Die Entfernungsangaben beziehen sich auf die Entfernung bis zum Ortszentrum.

## Klima
In Bakum  herrscht ein gemäßigtes Seeklima mit milden Wintern, warmen Sommern und ganzjährig gleichmäßig verteilten, mäßigen Niederschlägen. Die Sommer sind häufig trocken und sonnig, während im Winter gelegentlich Schnee fällt.
Im Jahre 2023 betrug die durchschnittliche Temperatur 11,2 °C. Sie ist tendenziell steigend. Sie betrug in den letzten 10 Jahren durchschnittlich 10,6 °C und in den letzten 100 Jahren waren es durchschnittlich 9,2 °C.
Von Mai bis August kann mit durchschnittlich 20 bis 25 Sommertagen (klimatologische Bezeichnung für Tage, an denen die Maximaltemperatur 25 °C übersteigt) gerechnet werden.
Es fällt jährlich rund 700 mm Niederschlag. 

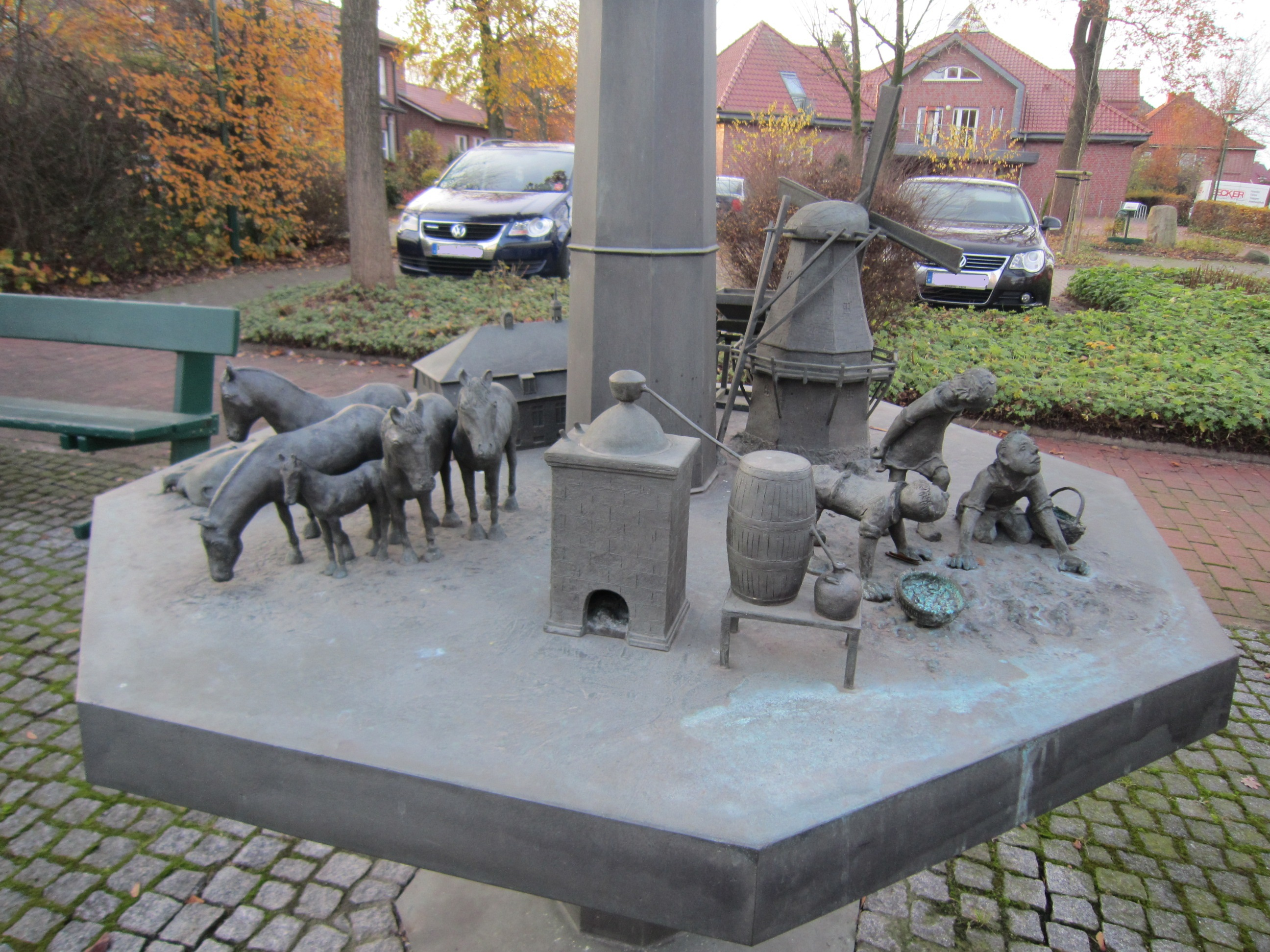
Bronzeplastik von Albert Bocklage zur Geschichte der Gemeinde Bakum (2009) gegenüber der Pfarrkirche St. Johannes Baptist

## Geschichte
Nachdem ab 780 n. Chr. von Karl dem Großen neun Missionssprengel zur Christianisierung der unterworfenen Sachsen errichtet worden waren, wurden von der Missionszelle Visbek aus durch Abt Gerbert Castus – den Apostel des Oldenburger Münsterlandes – die ersten Kirchengemeinden in der Umgebung gegründet. Zu diesen zählt als die älteste Kirchengründung im Südwesten des Lerigaus die Pfarrkirche St. Johannes Baptist Bakum.

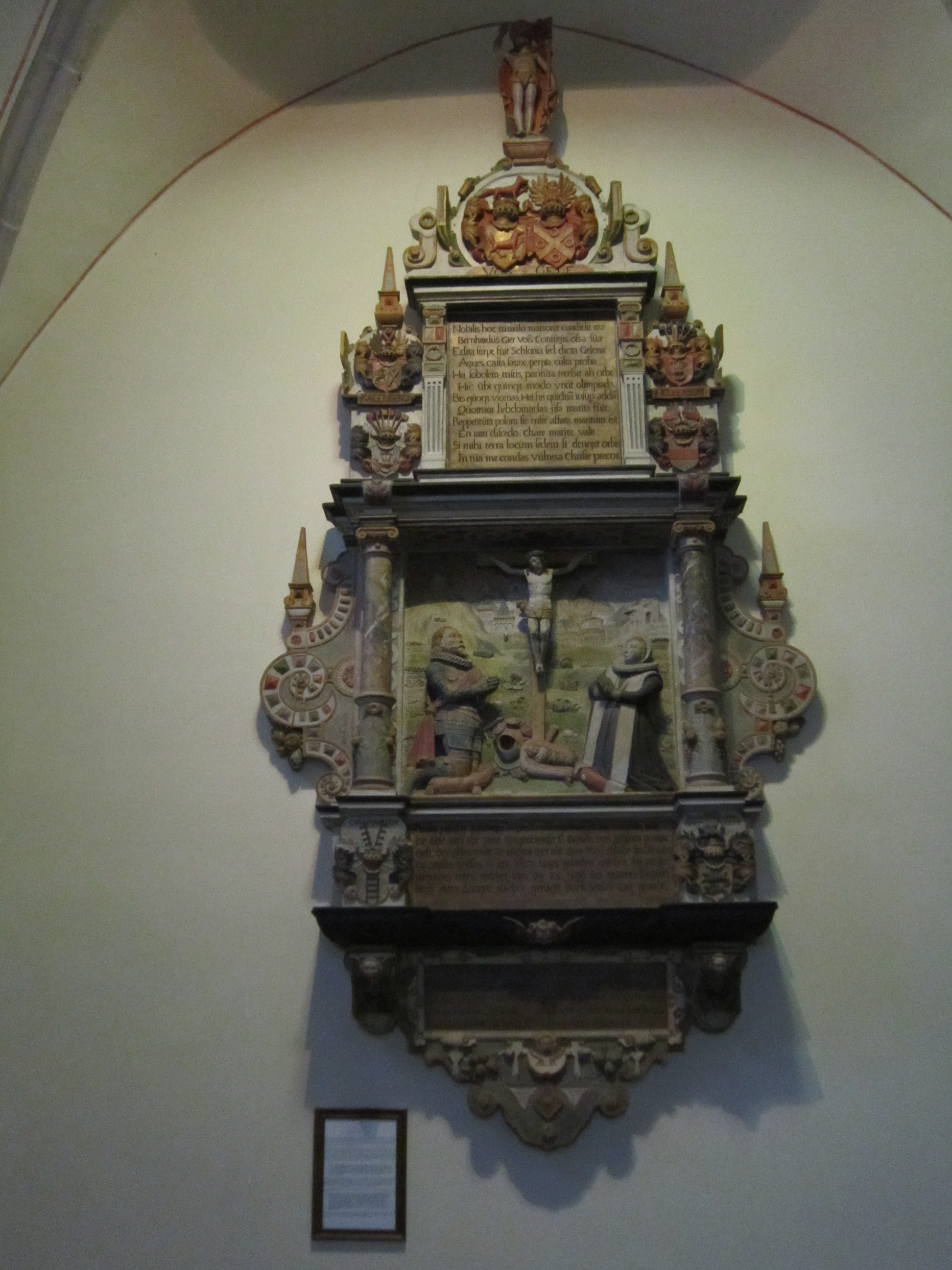
Epitaph der ausgestorbenen Familie von Voß in der Pfarrkirche St. Johannes Baptist

Die ersten urkundlich erwähnten Bauernhöfe befanden sich im Jahre 890 im heutigen Elmelage und Hausstette und um 970 im heutigen Carum. Im 11. Jahrhundert taucht dann zum ersten Mal der Name Becheim auf, der sich dann über Bachum, was als latinisierte Namensform gelten kann, zu Bakum wandelte.
In der Gemeinde Bakum gab es bis zum 13. Jahrhundert neun Adelssitze. Danach reduzierte sich die Zahl der Sitze bis auf einen, das Gut Daren. Die Lohburg in Lohe, eine von einer sumpfigen und unwegsamen Niederung umgebene Raubritterburg, wurde wegen ihres zweifelhaften Rufes im Jahre 1374 durch Truppen des münsterschen Bischofs Florenz von Wevelinghoven zerstört. Durch das Aussterben des Adelsgeschlechts von Voß in der männlichen Linie ging das Gut Bakum in nicht-adelige Hände über. Ein Epitaph der Familie von Voß ist im Eingang der Pfarrkirche St. Johannes Baptist angebracht.
Das „Lagerbuch Amt Vechta“ aus dem Jahr 1769 erwähnt im Kirchspiel Bakum sieben „Rittersitze“ (aufgeführt in der damaligen Rechtschreibung):
- den Rittersitz Bakum (Eigentümer: die Familie von Ascheberg)
- den Rittersitz Daren (Eigentümer: die Familie von Frydag)
- die Rittersitze Harme und Norberding (Eigentümer: die Familie von Galen)
- den Rittersitz Lohe (Eigentümer: die Familie von dem Bussche)
- den Rittersitz Sudholt (Eigentümer: die Familie von Plettenberg) und
- den Rittersitz Sudholt Raden (Eigentümer: die katholische Kirche)[9][10]

## Religionen
Die überwiegende Mehrheit der Einwohner ist römisch-katholischen Glaubensbekenntnisses und bildet die Pfarrgemeinde St. Johannes Baptist Bakum. Die Kirchen St. Vitus in Vestrup, St. Josef in Lüsche und St. Johannes Evangelist in Carum sind Filialkirchen der Pfarrei Bakum. Die Kirchengemeinde gehört dem münsterschen Dekanat Vechta an. Die evangelisch-lutherischen Christen bilden die Kirchengemeinde Gethsemane. Ihr Gotteshaus ist die Gethsemane-Kirche, eine Bartning-Notkirche vom Typ D. Die Gethsemane-Gemeinde gehört zum evangelischen Kirchenkreis Oldenburger Münsterland.
Der Zensus 2011 des Landesamtes für Statistik Niedersachsen weist aus 80,1 % römisch-katholischen und 11,2 % evangelischen Glaubensbekenntnisses sowie 8,6 % der Bevölkerung als sonstigen Glaubensbekenntnisses bzw. ohne oder ohne Angabe.

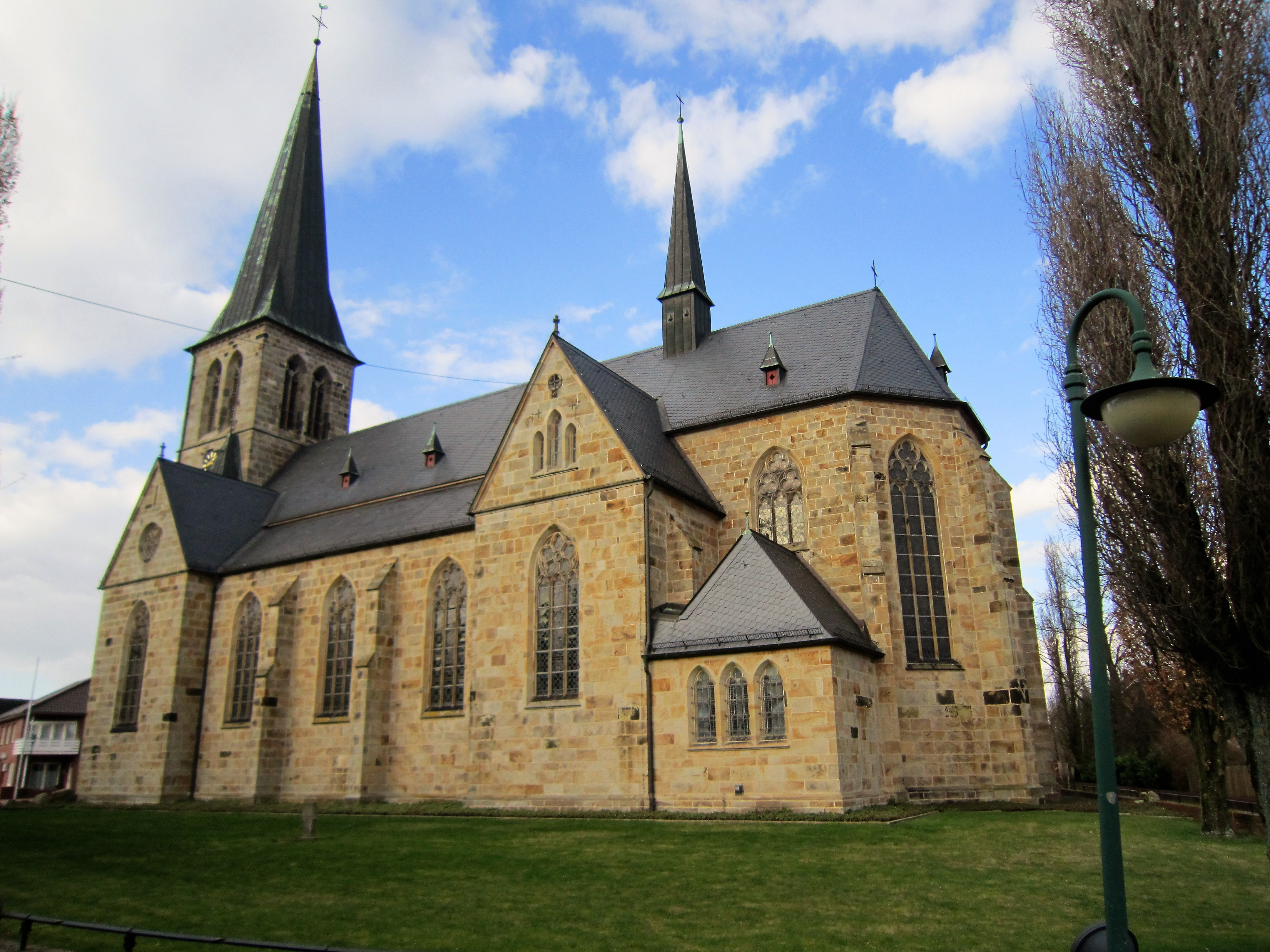
Römisch-katholische Pfarrkirche St. Johannes Baptist
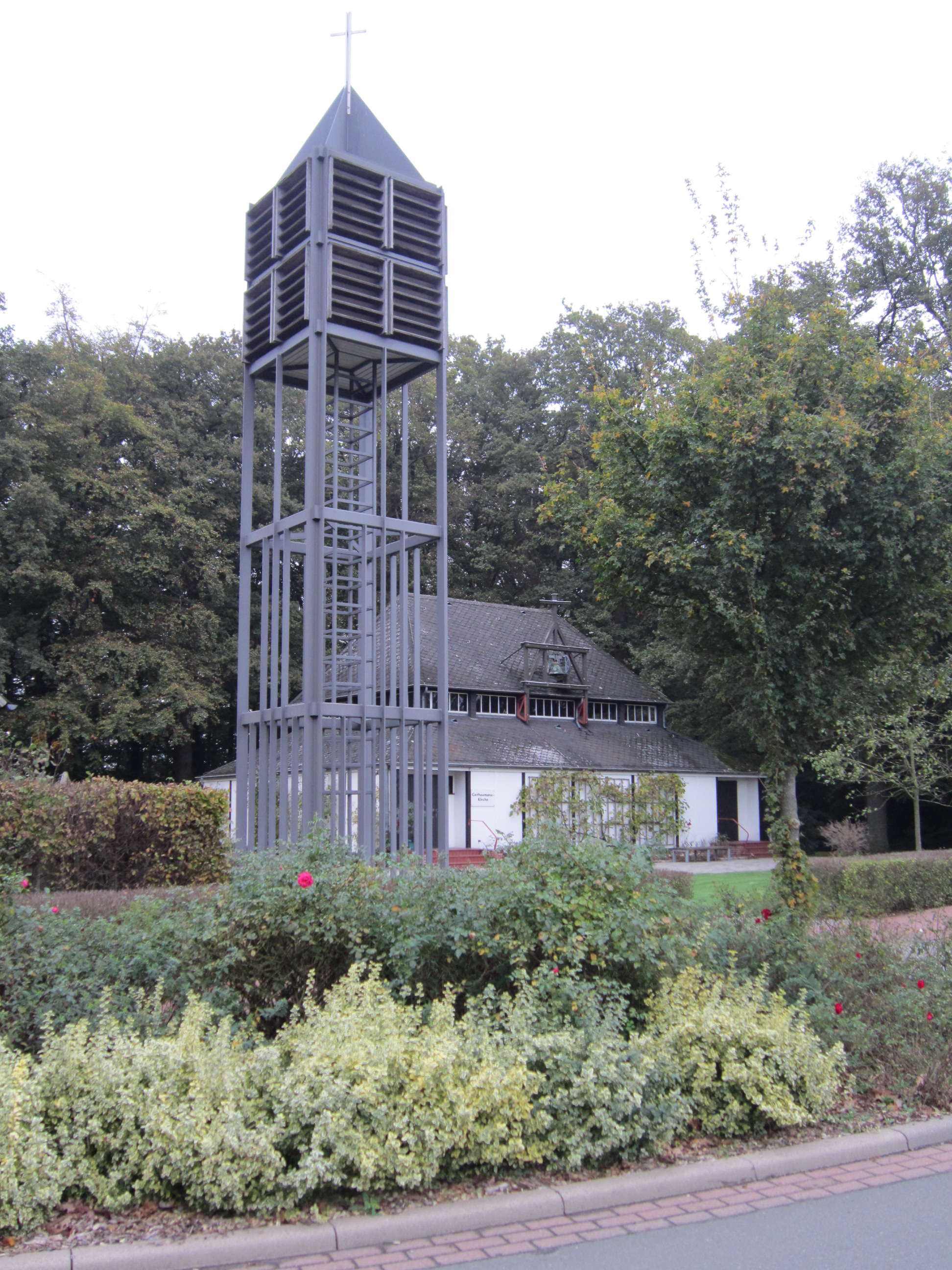
Evangelisch-lutherische Gethsemanekirche

## Politik

### Gemeinderat
Der Rat der Gemeinde Bakum besteht aus 18 Ratsfrauen und Ratsherren. Dies ist die festgelegte Anzahl für eine Gemeinde mit einer Einwohnerzahl zwischen 6001 und 7000 Einwohnern. Die 18 Ratsmitglieder werden durch eine Kommunalwahl für jeweils fünf Jahre gewählt. Die aktuelle Amtszeit begann am 1. November 2021 und endet zum 31. Oktober 2026.
Stimmberechtigt im Gemeinderat ist außerdem der hauptamtliche Bürgermeister Tobias Averbeck.
Die letzte Kommunalwahl am 11. September 2021 ergab das folgende Ergebnis:
| Partei | Sitze | Veränderung |
| ------ | ----- | ----------- |
| CDU    | 14    | − 1         |
| SPD    | 2     | ± 0         |
| Grüne  | 2     | + 2         |

Eine Besonderheit in dieser Gemeinde ist der hohe Anteil an CDU-Wählern. So sank hier bei Kommunalwahlen das Wahlergebnis bis 2021 nie unter 80 %. Bei der Europawahl im Jahre 2019 gewann die CDU nur noch 60,35 % der Stimmen.

### Bürgermeister
Im Jahr 2005 wurde der seit 1987 amtierende Gemeindedirektor Hans Lehmann (CDU) als erster hauptamtlicher Bürgermeister gewählt. Am 22. September 2013 wurde zeitgleich zur Bundestagswahl in der Gemeinde Bakum Tobias Averbeck (CDU) mit 79,40 Prozent der abgegebenen Stimmen als neuer Bürgermeister gewählt. Er ist seit dem 1. Dezember 2013 Amtsinhaber und wurde bei der Kommunalwahl 2021 noch einmal im Amt bestätigt.

### Wappen
Das Wappen der Gemeinde Bakum zeigt in gelb einen blauen Kübelhelm mit gelbem Beschlag und einem roten Schwingenpaar. Oben zwischen den Schwingen erscheint ein blaues Schrägkreuz oder Schragen. Dieser Farbgebung liegen die altoldenburgischen Farben Gelb und Rot – die auch die altmünsterischen Farben sind – in Verbindung mit dem neuoldenburgischen Blau zu
Grunde.

### Flagge
Die Flagge und die Farben der Gemeinde Bakum sind gelb-rot.

## Kultur und Sehenswürdigkeiten

### Bauwerke

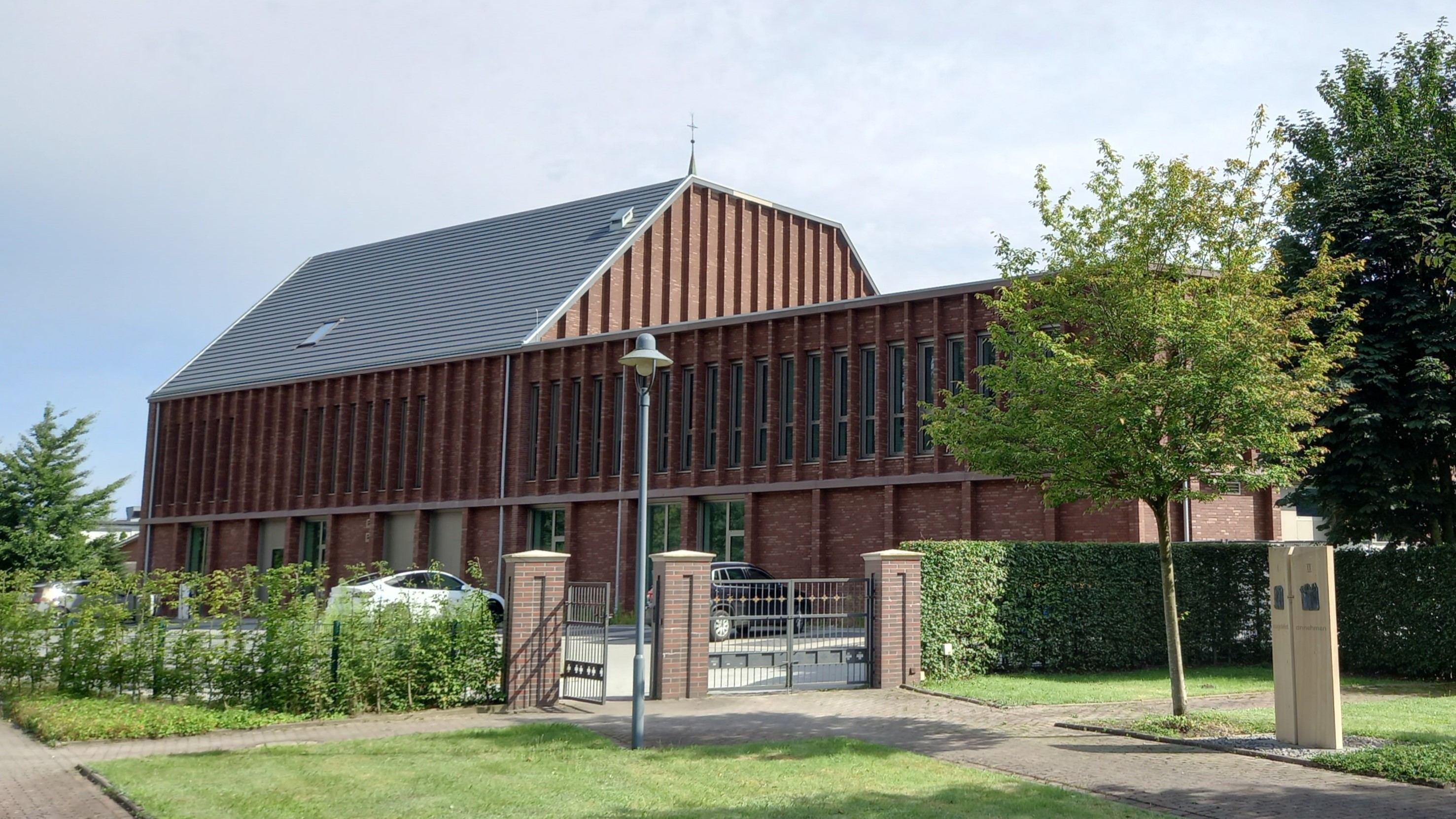
Friedhofsseite des Rathauses Bakum (2024)

#### Kirchen
Katholisch:
- St. Johannes Baptist in Bakum, von 1906, neugotisch
- St. Vitus in Vestrup, Kirche von 1772, Turm von 1853/56, Kanzel von 1591
- St. Johannes Evangelist in Carum, von 1890/91
- St. Josef in Lüsche, von 1864/65, um 1934 erweitert

Evangelisch:
- Gethsemane-Kirche, von 1951, eine Bartning-Notkirche

#### Dorfgebäude
- Bakum:
  - alte Kornbrennerei
  - historisches Backhaus, vom Heimatverein Bakum wiedererrichtet
  - Rathaus (2024 fertiggestellt)
- Vestrup: Ortsbild mit vielen erhaltenen, in Fachwerk errichteten Bauernhöfen und Nebengebäuden an der von altem Baumbestand gesäumten kopfsteingepflasterten Vestruper Dorfstraße. Im September 2001 gewann Vestrup im Bundesentscheid für „Unser Dorf soll schöner werden – Unser Dorf hat Zukunft“ die Silbermedaille.

#### Adelssitze
- Haus Daren in der gleichnamigen Ortschaft, als einziger von einst neun Adelssitzen in Bakum noch im Besitz seiner adeligen Bauherren, der Familie von Frydag.[19] In seiner jetzigen Form[20] wurde das Gutshaus im Jahre 1752 von Georg Wilhelm Freiherr von Frydag errichtet.[21] Es wird erzählt, sein Schwager, der Lügenbaron Hieronymus von Münchhausen, habe auf der Freitreppe des Hauses Daren seine Reiterkunststücke vorgeführt. Dessen Schwester Anna war Frydags zweite Ehefrau. Von seiner ersten Frau, Sophia Johanna von Schade, die 1742 im Kindbett gestorben war, hatte der aus Gödens stammende Frydag den Besitz geerbt. Ihr Vater Otto Schade zu Huntlosen war 1728 Erbe seines Onkels mütterlicherseits, Caspar Herbord Kobrinck, geworden. Die Kobrincks wiederum besaßen Daren seit Ende des 15. Jahrhunderts, anteilig mit den Herren von Lutten, ihrerseits wohl als Erben der Herren von Südholte (Sudholt), welche die Wasserburg in der zweiten Hälfte des 14. Jahrhunderts errichtet hatten. Auf dem Gelände des Gutes Daren befindet sich ein Ziegeleimuseum.[22] (Die Ziegelei „Olfry“ gehört zum Gut.)

### Parks und Wälder

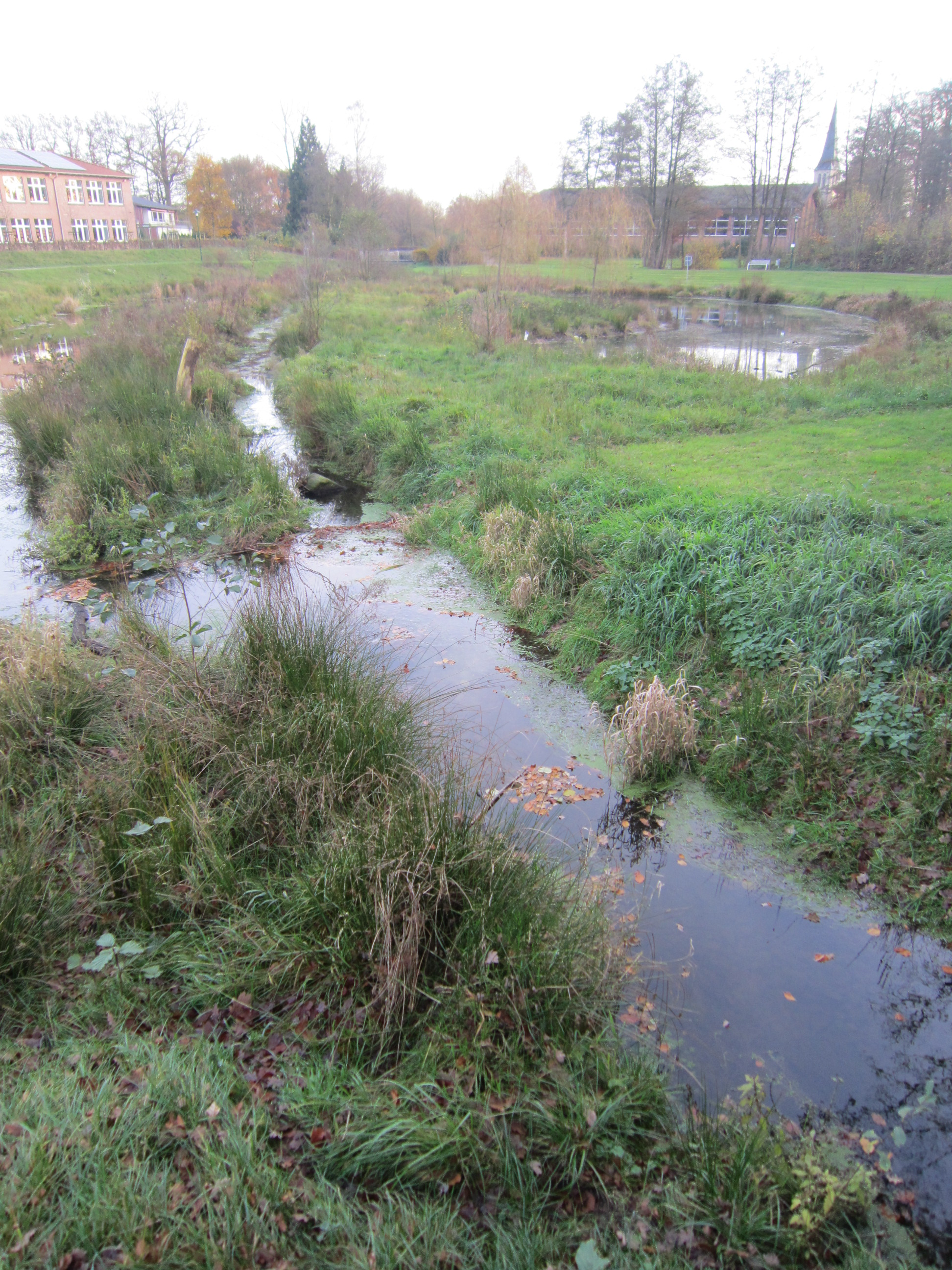
Dorfpark mit Bakumer Bach

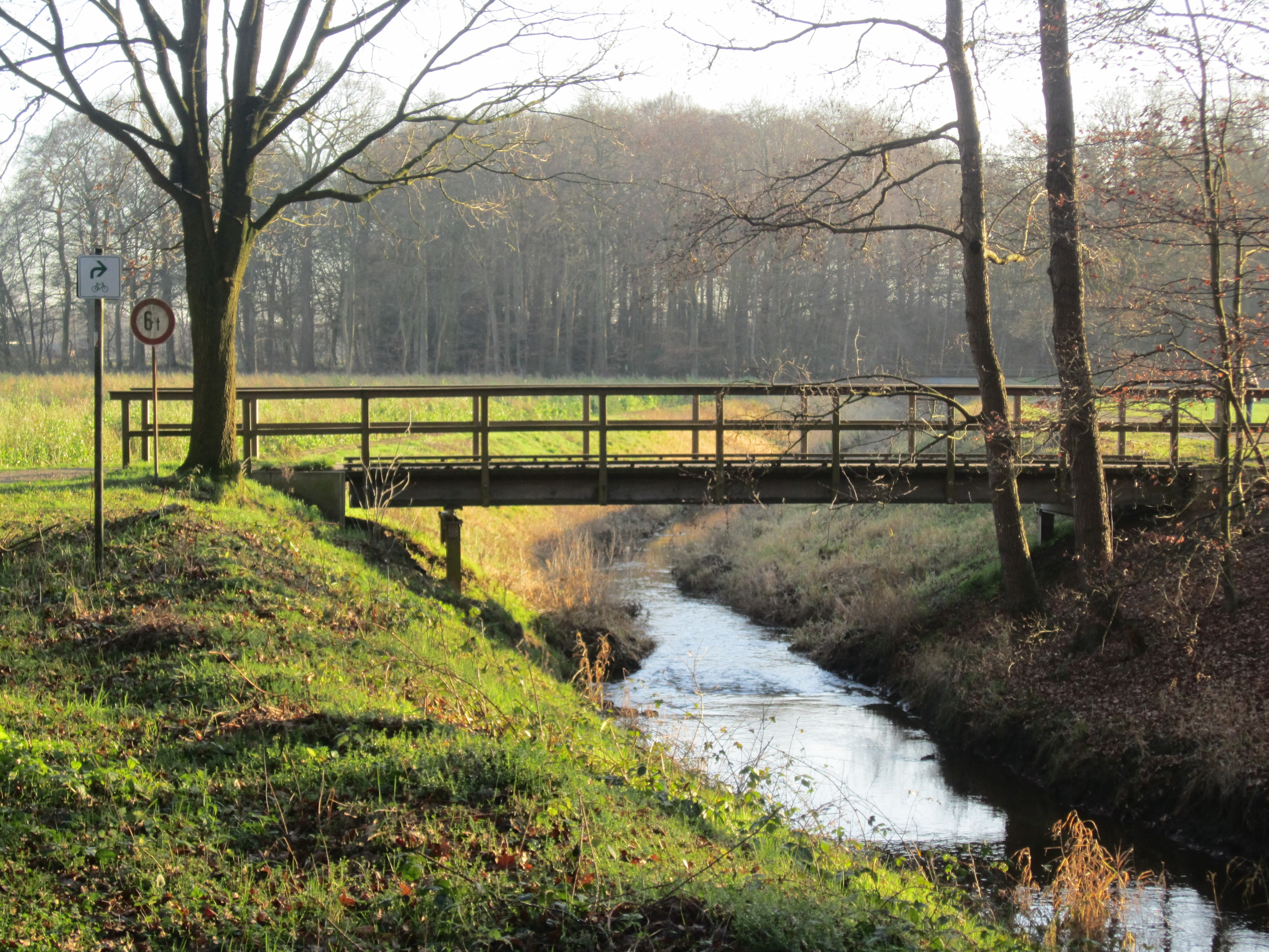
Brücke über den Spredaer Bach bei Gut Daren

Nordnordwestlich der Pfarrkirche wurde ein Dorfpark angelegt, durch den der Bakumer Bach fließt. Kurz vor dessen Mündung in den Fladderkanal speist der Bach in Harme einen bei Anglern beliebten Teich, um den herum ein Wanderweg mit einem Fischlehrpfad führt.
Ganz im Südosten Bakums verlaufen zwischen den Wanderparkplätzen an der Vechtaer Straße und dem Bokerner Damm mehrere Wanderwege, entlang dem Spredaer Bach und dem Fladderkanal, teils durch den Darener Wald, teils durch die offene Landschaft. Neben dem 187 ha großen Waldbestand des Gutes Daren steht auch der 30 ha große Harmer Wald unter Landschaftsschutz.

### Naturschutzgebiete

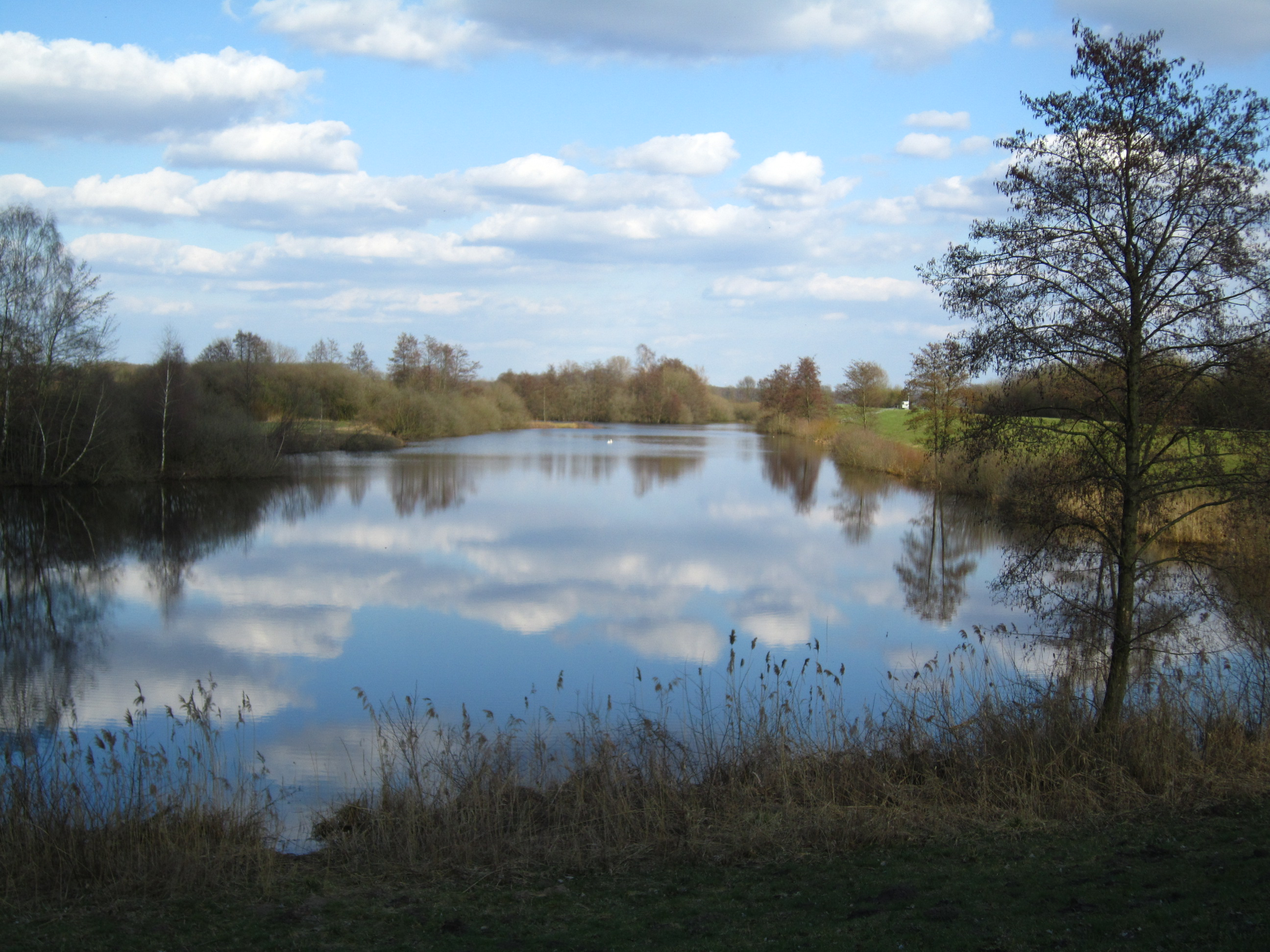
Naturschutzgebiet „Lüscher Polder“

Zwischen den Ortschaften Lüsche und Carum liegt im Westen der Gemeinde das rund 40 ha große Naturschutzgebiet Lüscher Polder. Das Überschwemmungsgebiet hat eine Wasserfläche von etwa 30 ha und bietet mit seinen abwechslungsreichen Wasser- und Vegetationsstrukturen zahlreichen Tierarten einen Lebensraum.

### Vereine
Das kulturelle Leben in der Gemeinde Bakum wird stark geprägt durch die rund 40 Vereine. In Bakum gibt es drei Sportvereine, zwei Heimatvereine, drei Musikvereine und mehrere Chorgemeinschaften.

### Sport
Die Gemeinde Bakum bietet zahlreiche Möglichkeiten zum Radwandern und Wandern. Rad- und Wanderwege sind gut ausgewiesen. Zwei Wälder und mehrere Binnengewässer befinden sich im Gemeindegebiet. Wichtig für den lokalen Sport sind auch die drei Sportvereine SC Bakum, SV Carum und BW Lüsche.

### Regelmäßige Veranstaltungen
Seit 2002 fand das „UMSONST & DRAUSSEN“ Staatsforsten Open-Air in Bakum/Büschel statt. Das seit 1986 erstmals in Staatsforsten veranstaltete Festival hatte sich auf die Fahnen geschrieben, umsonst zu sein und Newcomerbands und Bands aus der Region eine Möglichkeit zu geben, vor einem größeren Publikum aufzutreten. Das jährlich Anfang August veranstaltete Festival zog bis zu 5000 Besucher an. Im Juli 2017 fand diese Art von Festival zum bislang letzten Mal statt.

## Wirtschaft und Infrastruktur
In Bakum spielt wie im gesamten Oldenburger Münsterland die hiesige Landwirtschaft trotz des Strukturwandels in jüngerer Zeit nach wie vor die dominierende Rolle in der Wirtschaft. Landwirtschaftliche Betriebe bilden die Basis der hier ansässigen Nahrungsmittelindustrie. Im Übrigen wird die lokale Wirtschaft von kleinen und mittleren Handwerks- und Dienstleistungsbetrieben geprägt.

### Ansässige Unternehmen
In Lüsche hat die Suding Beton- & Kunststoffwerk GmbH ihren Hauptsitz. Suding beschäftigt über 200 Mitarbeiter an mehreren Standorten. Weiterhin gibt es die Landwirtschaftliche Kornbrennerei Meistermann (Kornbrennerei seit 1793). Die Firma Landmaschinen Hoping beschäftigt über 50 Mitarbeiter.

### Verkehr
Bakum liegt direkt an der Bundesautobahn A 1, was eine gute Anbindung an das Ruhrgebiet und die Nordsee mit sich bringt.
Auch die Flughäfen Bremen und Münster/Osnabrück sind per Straße schnell erreichbar. Für internationale Flüge bieten sich vor allem die Flughäfen Hannover und Hamburg an, die beide in etwa zwei Autostunden zu erreichen sind. Der nächste Interkontinentalflughafen ist in Amsterdam (3 Stunden).
Der öffentliche Nahverkehr wird von Buslinien der Verkehrsgemeinschaft Landkreis Vechta bedient. Weiterhin bietet der Landkreis Vechta mit Moobil+ ein bedarfsgesteuertes Nahverkehrsangebot als Ergänzung und Zubringer zu den fahrplangebundenen Angeboten des ÖPNV und der NordWestBahn.
Der Bahnhof in Bakum wurde zusammen mit der Bahnstrecke Vechta–Cloppenburg 1965 stillgelegt. Die Gleise der Strecke sind mittlerweile abgebaut. Die nächsten Bahnhöfe befinden sich in Vechta und Lohne.

### Bildung
In der Gemeinde Bakum gibt es zwei Grundschulen und eine Oberschule sowie vier Kindergärten. Außerdem ist in Bakum eine Außenstelle der Tierärztlichen Hochschule Hannover angesiedelt.

## Persönlichkeiten

### Söhne und Töchter der Gemeinde
- Carl Ludwig Niemann (1830–1895), katholischer Pfarrer, Historiker und Heimatforscher
- Baldomerus Stiene (1875–1944), Steyler Missionar und Märtyrer
- Heribert Ostendorf (* 7. Dezember 1945 in Vestrup), Rechtswissenschaftler
- Bernhard Sieverding (1896–1973), Landwirt und Politiker (Zentrum), Oldenburgischer Landtagsabgeordneter

### Mit der Gemeinde verbundene Persönlichkeiten
- Ansgar Brinkmann (* 5. Juli 1969 in Vechta), Fußballer, wuchs in Bakum auf